# Schotterheide
Schotterheiden sind Biotope mit gesteinsreichen Oberböden, die durch den Transport von Steinen (Schotter, Geröll und Kies) eines Gletschers oder Flusses entstanden sind. Sie beherbergen manchmal eine Vielzahl selten gewordener Tier- und Pflanzenarten, die in diesem extremen Landschaftsteil überleben können. Diese meist jungen Biotope stehen unter Naturschutz und ähneln entfernt Ruderalbiotopen.

## Entstehung und Besonderheiten
Nachdem die Flächen trockenfielen, siedelten sich unterschiedliche Pflanzenarten an. Zum Vorteil erwies sich hierbei, dass zahlreiche Sämereien aus Alpenrichtung mit angeschwemmt wurden. Somit konnte sich eine untypische Vegetation ausbreiten, deren Verbreitungsareal eigentlich der Alpenraum ist. Man spricht hierbei vom Fluss als Floren- oder Biotopbrücke. Darunter finden sich Pflanzen wie Enziane oder die Schneeheide. Eine reine Schotterheide weist keine oder nur eine sehr flache aufliegende Humusschicht auf. Die Pflanzengesellschaften dieser Lebensräume, die oft als Ödland bezeichnet werden, sind auf wasserarme Standortbedingungen spezialisiert. Aufgrund des Gesteinsmaterials sind Schotterheiden kalkige Standorte, die insbesondere kalkode Pflanzengesellschaften beheimaten. Auf Flächenabschnitten mit Humusdecke können auch kalkliebende Orchideen Fuß fassen. Niederschlagswasser sickert aufgrund des Steinbodens schnell in den Untergrund ab und schafft damit Lebensbedingungen, die denen von Trockenrasen oder Magerrasen ähnlich sind. Durch Senken und Gräben werden unterschiedliche Mikroklimata begünstigt, die es auch botanischen Grenzgängern aus eigentlich sumpfigem Milieu ermöglichen, auf diesen für sie untypischen Flächen zu siedeln – darunter zum Beispiel Mehlprimel oder Schlüsselblumen. Die baumlosen Freiflächen sind zudem nur für Pflanzen interessant, die sich mit hohen Temperaturen und ganztägiger Besonnung arrangieren können. Temperaturspitzen können in den Hochsommermonaten bis zu 50 °C betragen.